# Urs Sury von Bussy
Urs Sury (seit 1695 von Bussy; getauft am 30. November 1630 in Solothurn; † 21. Juni 1707 ebenda; heimatberechtigt ebenda) war ein Solothurner Schultheiss und Landvogt. Er begründete den Zweig der Sury von Bussy.

## Leben und Wirken
Urs Sury wurde 1630 in Solothurn geboren. Seine Eltern waren Hans Sury, Landvogt in Locarno, und Agnes Wagner. Er heiratete 1651 Maria Johanna Wallier von Wendelsdorf.
Sury wurde 1653 Solothurner Grossrat, 1663 Jungrat sowie Gemeinmann, 1676 Altrat und 1679 Seckelmeister. Von 1659 bis 1663 war er Vogt zu Gösgen. Sury wurde 1688 Venner und 1701 Schultheiss. Als solcher unterstützte er die antifranzösische Opposition in Solothurn.
Sury erwarb 1682 die Herrschaft Bussy bei Estavayer und wurde 1695 von Kaiser Leopold I. in den Reichsritterstand erhoben. Um den Bestand seines ausgedehnten Besitzes zu sichern, errichtete er 1699 ein dreiteiliges Fideikommiss.

## Belege
1. 1 2 3  Erich Meyer: Urs Sury von Bussy. In: Historisches Lexikon der Schweiz.  23. Mai 2012.

| Personendaten    | Personendaten                        |
| ---------------- | ------------------------------------ |
| NAME             | Sury von Bussy, Urs                  |
| ALTERNATIVNAMEN  | Sury, Urs                            |
| KURZBESCHREIBUNG | Solothurner Schultheiss und Landvogt |
| GEBURTSDATUM     | 30. November 1630                    |
| GEBURTSORT       | Solothurn, Schweiz                   |
| STERBEDATUM      | 21. Juni 1707                        |
| STERBEORT        | Solothurn, Schweiz                   |